# 德米·福勒林
德米·福勒林（荷蘭語：Demi Vollering，1996年11月15日—），荷兰女子自行车运动员，2021年欧洲公路自行车锦标赛混合团体接力铜牌得主、2023年世界公路自行车锦标赛女子公路赛银牌得主。